# 井上就重
井上 就重（いのうえ なりしげ）は、戦国時代の武将。毛利氏の家臣。安芸井上氏は清和源氏の流れを汲む信濃源氏井上氏の支流。

## 生涯
安芸井上氏の井上光家の子として生まれ、毛利元就に仕える。
天文9年（1540年）6月から天文10年（1541年）1月にかけての吉田郡山城の戦いでは元就に従って戦っており、6月16日夜、安芸国豊田郡造賀における平賀興貞との合戦で敵を討ち取る武功を挙げ、6月28日に元就から感状を与えられた。また、10月11日の青山土取場の戦いでも武功を挙げて、翌日に元就から感状を与えられている。
天文19年（1550年）、伯父・井上元兼をはじめとした安芸井上氏の一族30余名が元就によって粛清されたが、就重は粛清を免れている。天文23年（1554年）頃から元就の奉行人となり、元就の被官衆への打渡状発給、軍事行動指揮、検使などを務めた。永禄10年（1567年）には、児玉就方や児玉元良とともに周防国万福寺の万福寺周定に安堵状を発給している。
元就の死後は輝元に仕え、元就の生前に約束されていた加恩として、元亀2年（1571年）10月22日に安芸国佐東郡上安における30貫の地を与えられた。
天正2年（1574年）、就重に与えられていた伯耆国会見郡外江が奈佐日本之介の宿所となり、その代わりとして出雲国八束郡岩坂の内の別所針屋40貫の地を吉川元春より宛行われた。
没年は不詳。子の就正が家督を継いだ。